# André Jung

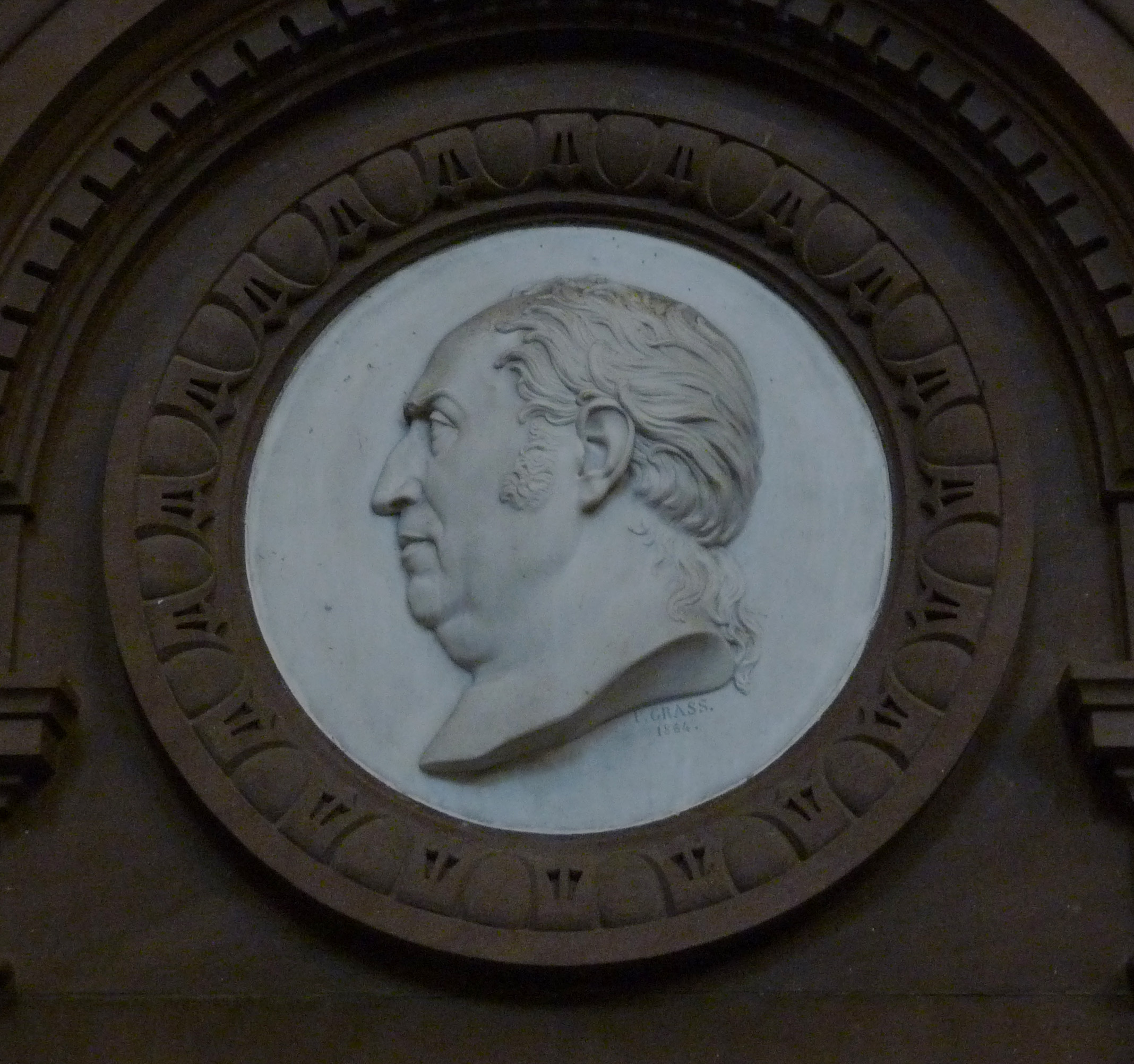
Medalion André Junga autorstwa Philippe Grassa

André Jung (ur. 1793 w Strasburgu, zm. 1863 tamże) – francuski historyk, archeolog, publicysta, teolog, organizator publicznej biblioteki strasburskiej.

## Życiorys
W 1843 organizuje Bibliotekę Miejską wyposażając ją częściowo własnymi zbiorami. Bibliothèque Municipale de Strasbourg powstała w przeważającej większości z daru Jeana Daniela Schopflina, który złożył go miastu w 1771 (w jego skład wchodził renesansowy zespół Jacques'a Sturma. Jung zajął się wtedy inwentaryzacją ksiąg i wyznaczeniem miejsca pod działalność placówki, którą pierwotnie stanowił prywatny dom Jungów, miejsce częstych spotkań artystów i naukowców).  Obecnie biblioteka liczy dziesięć oddziałów miejskich.
W 1855 Jung był również jednym z fundatorów Société pour la Conservation des Monuments Historiques d'Alsace (Towarzystwa Ochrony nad Zabytkami Alzacji z naukowcami i archiwistami tej miary co m. in: Louis Spach). Bogata kolekcja towarzystwa wzbogaciła później zasoby strasburskiego Musée historique, Musée archéologique oraz Musée de l’Oeuvre Notre-Dame.
Do największych osiągnięć naukowych Junga należy dwutomowe dzieło o reformacji napisane w języku niemieckim.
Publikował artykuły i biuletyny dla Société de l'histoire du protestantisme français. W rok po śmierci Junga Charles Schmidt wydał w Strasburgu polemiczną z tezami historyka rozprawę Discours prononcé le 7 Janv. 1864 dans la grande salle des cours du séminaire protestant, pour rendre les derniers honneurs académiques à M. André Jung, professeur à la faculté de théologie protestante.
Jedna z ulic Strasburga dla uczczenia André Junga nosi jego imię.

## Opublikował m.in.
- Beiträge zu der Geschichte der Reformation

Tom I: Geschichte des Reichstags zu Speyer in dem Jahre 1529
Tom II: Geschichte der Reformation der Kirche in Strassburg und der Ausbreitung derselben in den Gemeinden des Elsasses (Strassburg, Leipzig  Wydawnictwo F.G. Levrault, 1830)
- De l'Authenticité du fameux livre des taxes de la chancellerie de Rome, et préalablement de l'origine des indulgences, par M. Jung (Wydawnictwo C. Meyrueis, Paryż 1857)